# Schrankia obsoleta
Schrankia obsoleta là một loài bướm đêm trong họ Erebidae.